# L'Inexorable
Pour plus de détails, voir Fiche technique et Distribution.
L'Inexorable (Without Benefit of Clergy) est un film américain réalisé par James Young, sorti en 1921.

## Synopsis
Holden, un jeune ingénieur anglais travaillant en Inde, tombe amoureux de la fille autochtone Ameera, qu'il achète à sa mère. Leur union conjugale viole la structure sociale stricte dans laquelle ils vivent. Ils vivent ensemble très heureux jusqu’à la mort de leur petit garçon. Plus tard, Ameera meurt lors d’une épidémie de choléra....

## Fiche technique
- Titre : L'Inexorable
- Autre titre : L'Inexorable Destin
- Titre original : Without Benefit of Clergy
- Réalisation : James Young
- Scénario : Randolph Lewis d'après Rudyard Kipling
- Pays de production : États-Unis
- Format : Noir et blanc - 1,33:1 - Film muet
- Genre : drame
- Dates de sortie : 
  - États-Unis : 19 juin 1921
  - France : 5 mai 1922[1]

## Distribution
- Nigel De Brulier : Pir Khan
- Virginia Brown Faire : Ameera
- Boris Karloff : Ahmed Khan
- Percy Marmont
- Thomas Holding : Holden
- Evelyn Selbie : la mère d'Ameera
- Otto Lederer : Aghan (non crédité)
- Herbert Prior : Hugh Sanders (non crédité)